# مایکل شارود ویلکس
مایکل شارود ویلکس (انگلیسی: Mike Wilks؛ زادهٔ ۷ مهٔ ۱۹۷۹) بازیکن بسکتبال اهل ایالات متحده آمریکا است.
از باشگاه‌هایی که در آن بازی کرده‌است می‌توان به آتلانتا هاوکس، مینه‌سوتا تیمبرولوز، سیاتل سوپرسانیکس، واشینگتن ویزاردز، هیوستون راکتس، کلیولند کاوالیرز، اکلاهما سیتی تاندر، سن آنتونیو اسپرز، و دنور ناگتس اشاره کرد.